# Justicia stenophylla
Justicia stenophylla är en akantusväxtart som beskrevs av Ignatz Urban och Britton. Justicia stenophylla ingår i släktet Justicia och familjen akantusväxter. Inga underarter finns listade i Catalogue of Life.